# Brayan García
Brayan García Gonzáles (Catacamas, Olancho, 26 de marzo de 1993) es un futbolista hondureño. Juega de lateral izquierdo y su actual equipo es el Real Club Deportivo España de la Liga Nacional de Honduras.

## Trayectoria

### Motagua
Sus primeros pasos en el fútbol los dio en el Club Monarcas de las ligas menores de su ciudad natal y fue de ahí que salió para luego integrarse al Motagua. Debutó con Motagua el 7 de agosto de 2011 en el partido que su equipo perdió en Choluteca por 0-1 ante el Necaxa. El 16 de agosto, nueve días después, en la ciudad de Los Ángeles, realizó su debut internacional contra Los Angeles Galaxy, en un partido correspondiente a la Concacaf Liga Campeones 2011-12.

### Atlético Olanchano
En enero de 2014 se fue a préstamo por un año al Atlético Olanchano de la Liga de Ascenso, equipo del cual se convirtió en una de sus principales figuras, lo que lo llevó a jugar nuevamente en la máxima categoría.

### Vida
El 3 de enero de 2015 se dio a conocer su fichaje por el Club Deportivo Vida, por órdenes del DT Ramón Maradiaga.
 Hizo su debut el 22 de febrero ingresando de titular, frente al Real España, por la cuarta jornada del Torneo Clausura 2015, en un encuentro disputado en el Estadio Francisco Morazán de San Pedro Sula. El mismo finalizó 1 a 0 en favor del Vida.

### Juticalpa
El 4 de enero de 2018 fue presentado como nuevo refuerzo del Juticalpa Fútbol Club por un año.

### Real España
El 15 de diciembre de 2018, se confirmó su traspaso al Real España.

## Selección nacional

### Selecciones menores
El 25 de julio de 2016 se anunció su convocatoria a la Selección Olímpica de Honduras para disputar los Juegos Olímpicos de Río 2016.
Participaciones en Juegos Olímpicos
| Juegos Olímpicos             | Sede   | Resultado    | PJ | Goles |
| ---------------------------- | ------ | ------------ | -- | ----- |
| Juegos Olímpicos de Río 2016 | Brasil | Cuarto lugar | 6  | 0     |

### Selección absoluta
El 22 de mayo de 2015 fue convocado por primera vez a la Selección de Honduras por Jorge Luis Pinto para los partidos amistosos contra las selecciones de El Salvador, Paraguay y Brasil. Debutó el 31 de mayo contra la Selección de fútbol de El Salvador, en el partido que Honduras ganó por 2 a 0.
Participaciones en eliminatorias mundialistas
| Eliminatorias                  | Resultado         | Partidos | Goles |
| ------------------------------ | ----------------- | -------- | ----- |
| Eliminatorias de Concacaf 2018 | 4° (no clasificó) | 1        | 0     |

Participaciones en Copa Centroamericana
| Copa                      | Sede   | Resultado | Partidos | Goles |
| ------------------------- | ------ | --------- | -------- | ----- |
| Copa Centroamericana 2017 | Panamá | Campeón   | 2        | 0     |

Participaciones en Copa de Oro
| Copa de Oro      | Sede                    | Resultado      | Partidos | Goles |
| ---------------- | ----------------------- | -------------- | -------- | ----- |
| Copa de Oro 2015 | Estados Unidos · Canadá | Fase de grupos | 0        | 0     |

## Estadísticas

### Clubes
- Actualizado al último partido jugado el 5 de mayo de 2019.

| Equipo                                                                                     | Div.                | Temporada           | Liga     | Liga  | Copa Nacional(1) | Copa Nacional(1) | Copa Internacional(2) | Copa Internacional(2) | Total    | Total |
| Equipo                                                                                     | Div.                | Temporada           | Partidos | Goles | Partidos         | Goles            | Partidos              | Goles                 | Partidos | Goles |
| Motagua Honduras                                                                           | 1.ª                 | 2011/12             | 5        | 0     | 0                | 0                | 2                     | 0                     | 7        | 0     |
| Motagua Honduras                                                                           | 1.ª                 | 2012/13             | 0        | 0     | 0                | 0                | 0                     | 0                     | 0        | 0     |
| Motagua Honduras                                                                           | 1.ª                 | 2013/14             | 1        | 0     | 0                | 0                | 0                     | 0                     | 1        | 0     |
| Motagua Honduras                                                                           | Total               | Total               | 6        | 0     | 0                | 0                | 2                     | 0                     | 8        | 0     |
| Vida Honduras                                                                              | 1.ª                 | 2014/15             | 8        | 0     | 0                | 0                | 0                     | 0                     | 8        | 0     |
| Vida Honduras                                                                              | 1.ª                 | 2015/16             | 14       | 0     | 0                | 0                | 0                     | 0                     | 14       | 0     |
| Vida Honduras                                                                              | 1.ª                 | 2016/17             | 20       | 0     | 0                | 0                | 0                     | 0                     | 20       | 0     |
| Vida Honduras                                                                              | 1.ª                 | 2017/18             | 12       | 1     | 0                | 0                | 0                     | 0                     | 12       | 1     |
| Vida Honduras                                                                              | Total               | Total               | 54       | 1     | 0                | 0                | 0                     | 0                     | 54       | 1     |
| Juticalpa Honduras                                                                         | 1.ª                 | 2017/18             | 15       | 0     | 0                | 0                | 0                     | 0                     | 15       | 0     |
| Juticalpa Honduras                                                                         | 1.ª                 | 2018/19             | 3        | 0     | 0                | 0                | 0                     | 0                     | 3        | 0     |
| Juticalpa Honduras                                                                         | Total               | Total               | 18       | 0     | 0                | 0                | 0                     | 0                     | 18       | 0     |
| Real España Honduras                                                                       | 1.ª                 | 2018/19             | 10       | 0     | 0                | 0                | 0                     | 0                     | 10       | 0     |
| Real España Honduras                                                                       | Total               | Total               | 10       | 0     | 0                | 0                | 0                     | 0                     | 10       | 0     |
| Total en su carrera                                                                        | Total en su carrera | Total en su carrera | 88       | 1     | 0                | 0                | 2                     | 0                     | 90       | 1     |
| (1) Incluye datos de la Copa de Honduras. (2) Incluye datos de la Concacaf Liga Campeones. |                     |                     |          |       |                  |                  |                       |                       |          |       |

### Selección nacional
- Actualizado al último partido jugado el 22 de febrero de 2017.

| 1. | 31 de mayo de 2015      | Estadio Robert F. Kennedy, Washington D. C., Estados Unidos | El Salvador | 2–0 |  | Amistoso                          |
| 2. | 10 de junio de 2015     | Estadio Beira-Rio, Porto Alegre, Brasil                     | Brasil      | 0–1 |  | Amistoso                          |
| 3. | 1 de julio de 2015      | Estadio NRG, Houston, Estados Unidos                        | México      | 0–0 |  | Amistoso                          |
| 4. | 6 de septiembre de 2016 | Estadio Azteca, Ciudad de México, México                    | México      | 0–0 |  | Eliminatorias Concacaf Rusia 2018 |
| 5. | 2 de noviembre de 2016  | Estadio Olímpico Metropolitano, San Pedro Sula, Honduras    | Belice      | 5–0 |  | Amistoso                          |
| 6. | 17 de enero de 2017     | Estadio Rommel Fernández, Panamá, Panamá                    | Panamá      | 1–0 |  | Copa Centroamericana 2017         |
| 7. | 20 de enero de 2017     | Estadio Rommel Fernández, Panamá, Panamá                    | Costa Rica  | 1–1 |  | Copa Centroamericana 2017         |
| 8. | 22 de febrero de 2017   | Estadio George Capwell, Guayaquil, Ecuador                  | Ecuador     | 1–3 |  | Amistoso                          |

## Palmarés

### Campeonatos internacionales
| Título               | Club                  | País   | Año  |
| -------------------- | --------------------- | ------ | ---- |
| Copa Centroamericana | Selección de Honduras | Panamá | 2017 |